# Restriction de l'accès au bain
La restriction de l'accès au bain d'une catégorie de la population est une mesure discriminatoire consistant à restreindre ou supprimer l'accès aux bains publics ou aux étendues d'eau à une catégorie de la population. La raison invoquée est souvent liée à l'hygiène, la décence publique, la sécurité ou la religion, mais ces restrictions sont souvent accusées de participer à une mécanique d'oppression, souvent raciste ou sexiste.
Les mesures de restriction peuvent être diverses : l'interdiction pure et simple de baignade, l'interdiction ou l'obligation de se baigner séparément (non-mixité), des restrictions sur la tenue de bain ou sur les formes de baignade autorisées.

## Exclusion des lieux de baignade
En Grande-Bretagne, jusque dans les années 1930, les femmes avaient l'interdiction de se baigner dans les étendues d'eau douce. Les piscines, lacs, rivières, canaux, étangs, etc., étaient réservés aux hommes. Comme le relate l'écrivaine féministe Margaret Nevinson, il était courant de justifier l'interdiction par le fait que « Dieu a fait les rivières et les canaux pour les garçons ». C'est en 1930 que George Lansbury, homme politique travailliste, ouvre sur une plage du Serpentine une des premières plages mixtes de Grande-Bretagne,.
Dès les années 1920, aux États-Unis, les piscines publiques sont interdites aux Noirs. Sous l'effet des lois anti-ségrégation, ces interdictions sont levées vers la fin des années 1950. Afin d'éviter la mixité raciale, de nombreuses villes privatisent leurs piscines publiques, ce qui permet de maintenir les dispositions ségrégationnistes. 
Encore aujourd'hui, la majorité des piscines collectives des États-Unis sont gérées par des établissements privés et l'accès des minorités raciales et des plus défavorisés aux établissements de bains est difficile et peut mener à des altercations. En 2015, des collégiens afro-américains fêtant l'anniversaire d'une de leurs camarades de classe, Tatyana Rhodes, dans une piscine résidentielle de McKinney, au Texas, sont victimes de violences policières, après l'agression de Rhodes par une résidente blanche proférant des injures racistes.
En 2015, pendant la crise migratoire en Europe, une piscine proche de la jungle de Calais réclame pièce d'identité et justificatif de domicile à l'entrée pour éviter la fréquentation de la piscine par les migrants. La mesure intervient alors que la fréquentation de la piscine est en baisse, la présence des migrants étant jugée « dérangeante » par les autres usagers, notamment à cause de rumeurs – infondées – sur les risques de gale ou de maladies infectieuses. La décision est soutenue par la maire de Calais Natacha Bouchart et critiquée par les associations humanitaires sur place qui ont saisi le défenseur des droits sur la question. En 2016, le bourgmestre de Coxyde, en Belgique, annonce son intention d'interdire la piscine municipale aux demandeurs d'asile, avant de se rétracter. L'annonce survenait après que, semble-t-il, un migrant d'origine irakienne ait été accusé à tort d'agression sexuelle pour être venu en aide à une fillette de 10 ans qui faisait une crise de panique dans un des bassins.

## Interdictions ou obligations de mixité
En Arabie saoudite, la baignade mixte est interdite. Il est impossible pour les femmes de se baigner de facto, les lieux de baignade étant tous réservés aux hommes. Rachel Reid, une militante de l'association Human Rights Watch, raconte avoir réussi à être l'une des seules femmes à nager dans un lieu public en Arabie saoudite – dans la piscine de son hôtel, temporairement réservée aux femmes à son insistance.
Au début du XXe siècle, la plupart des piscines publiques aux États-Unis étaient non mixtes ouvertes alternativement aux hommes et femmes selon les jours. Dans les pays occidentaux, la baignade mixte est aujourd'hui la norme. 
Des controverses surviennent régulièrement quant à la possibilité d'existence de créneaux non mixtes dans les établissements de bains. Cette demande, principalement (mais pas uniquement)[Qui ?] portée par des femmes musulmanes, suscite des controverses et l'opposition de féministes non-intersectionnelles, comme à Seattle,, et de mouvements d'extrême-droite, comme Forza Nuova à Venise. 
En France, l'existence de créneaux horaires non mixtes dans une piscine de Lille, autorisées par Martine Aubry, a été fortement critiquée par l'UMP et le Front national.

## Restrictions sur la tenue de bain
Les restrictions sur la tenue de bain des femmes sont critiquées par certains mouvements féministes comme faisant partie d'une mécanique patriarcale plus générale de contrôle (dissimulation ou dévoilement) du corps des femmes. 
Jusqu'au début du XXe siècle, en Europe et aux États-Unis, les femmes, contrairement aux hommes, devaient se baigner habillées, ce qui leur permettait de s'immerger mais non de pouvoir nager. Les choses changent petit à petit à l'initiative de la nageuse australienne Annette Kellerman, inventrice du premier maillot de bain pour femmes.
De nos jours, le maillot de bain est d'usage dans les piscines d'Europe, mais il est obligatoire pour les femmes de se couvrir la poitrine. Ces restrictions sont combattues par les mouvements féministes de libération des seins, dont les actions ciblent souvent les piscines, en France ou, avec succès, en Suède, Norvège et Pologne.
Au début des années 2010, l'interdiction en France et en Allemagne (à l'exception du cadre scolaire) des tenues couvrant le corps comme le burkini fait polémique dans quelques villes,. Si les motifs invoqués sont liés à l'hygiène – alors que la tenue est similaire aux combinaisons complètes de certains nageurs professionnels – il arrive que les responsables publics justifient cette mesure par le caractère religieux de la tenue. La Norvège et la Suède autorisent le port du burkini, ainsi que le Royaume-Uni.
Après l'attentat du 14 juillet 2016 à Nice, les décisions institutionnelles anti-burkini se multiplient en France. La ville de Cannes est la première à interdire les tenues de bain « manifestant de manière ostentatoire une appartenance religieuse » et à verbaliser les femmes « qui se baignaient en étant couvertes ». Dans toute la France, plusieurs municipalités LR et PS annoncent leur intention de recourir à des arrêtés similaires, notamment Sisco, Oye-Plage, Le Touquet et Leucate. Le Premier ministre Manuel Valls soutient les arrêtés anti-burkini, déclarant que « le burkini n'est pas (...) une mode. C'est la traduction d'un projet politique de contre-société ». S'opposant à ce qu'ils considèrent être des « lois d'exception », le Collectif contre l'islamophobie en France et la Ligue des droits de l'homme déposent des recours légaux auprès du Conseil d'État et des tribunaux administratifs. « Personnellement opposé au niqab », l'entrepreneur français Rachid Nekkaz s'engage à payer les amendes des contrevenantes au nom du « droit de porter l'habit de son choix ».